# Hamburg-Sinstorf
Sinstorf is een stadsdeel van Hamburg in het district Harburg.

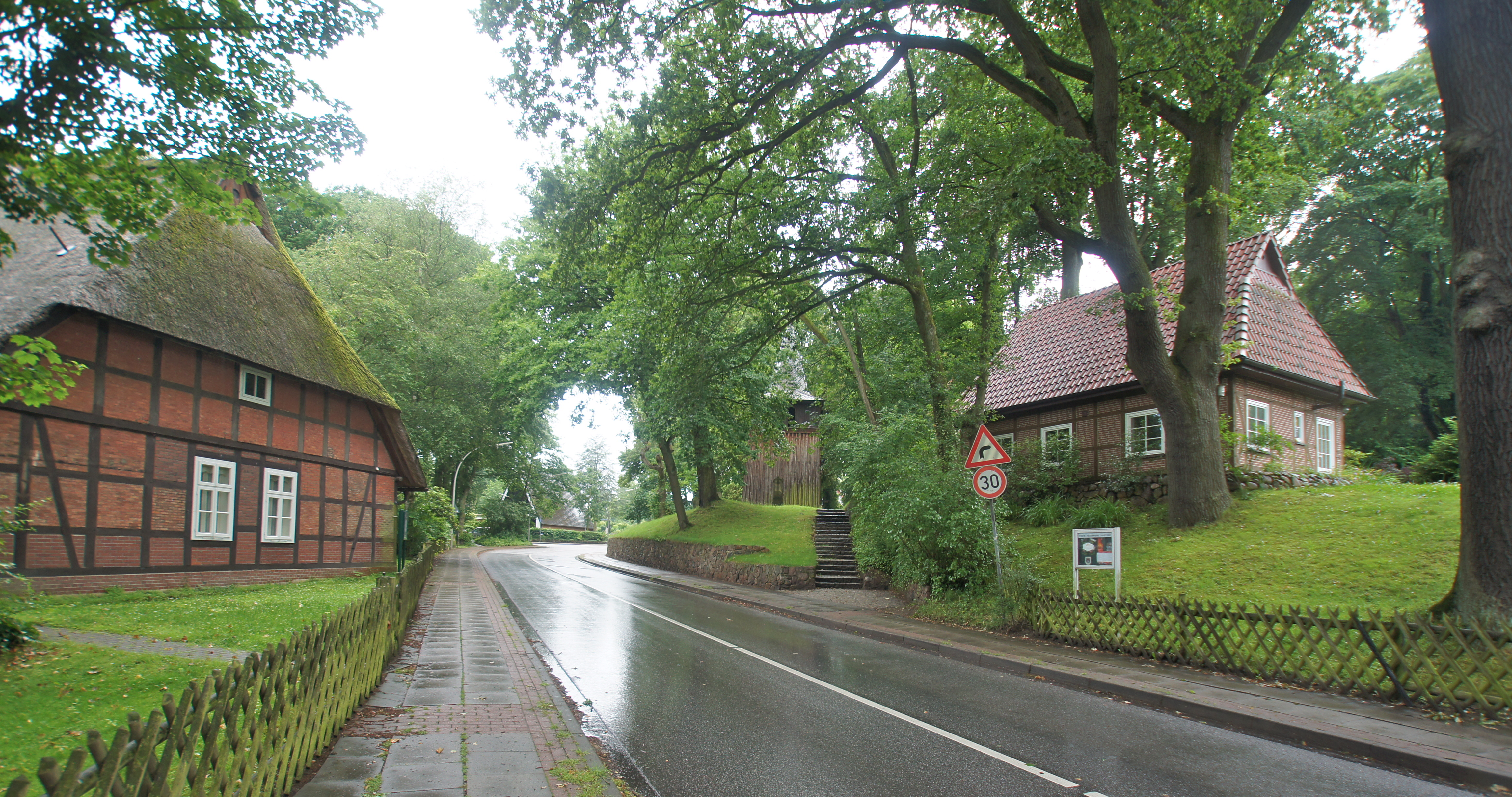
Dorpszicht

## Geografie
Sinstorf ligt in een van de meest zuidelijke hoeken van Hamburg. Het grenst in het noorden aan de stadsdelen Marmstorf, Langenbek en Rönneburg,  en in het zuiden aan de Landkreis Harburg in Nedersaksen. De Engelbek stroomt er doorheen.

## Geschiedenis
Het dorp Sinstorf is een van de oudste parochies van Harburg. Archeologisch onderzoek dateert oprichting van de plaats in de 9e Eeuw. De naam is afgeleid van het Saksische woord sine (= "altijd tijdens" / "permanent" / "oud"). Sinstorf werd voor het eerst genoemd in een document in 1181 in verband met de adellijke heer Ludwig von Sinstorf, wiens hof waarschijnlijk op de plaats van de huidige pastorie stond. In de middeleeuwen behoorden al 14 omliggende dorpen tot de parochie Sinstorf.
Administratief behoorde Sinstorf tot de omstreeks 1645 gestichte Landvoogdij Höpen, die op zijn beurt ondergeschikt was aan het Amt Harburg. Net als de stad Harburg behoorde Sinstorf tot het Vorstendom Lüneburg en het latere koninkrijk Hannover, dat in 1866 de Pruisische provincie Hannover werd. In 1937 werd het Pruisische Sinstorf, net als de stad Harburg-Wilhelmsburg, door de Groot-Hamburgwet onderdeel van Hamburg.
In 1667 waren 12 boeren geregistreerd in Sinstorf. In 1900 waren er 202 inwoners.

## Statistiek
- Minderjarigen 23,9% [Hamburgs gemiddelde: 16,3% (2017)].[2]
- Ouderen: 15,8% [Hamburg gemiddelde: 18,2% (2017)].[3]
- Aandeel buitenlanders: 24,6% [Hamburg gemiddelde: 17,1% (2017)].[4]
- Werkloosheidscijfer: 5,4% [Hamburgse gemiddelde: 5,2% (2017)].[5]

## Verkeer
De wijk wordt in het zuidoosten begrensd door de autosnelweg A7. In het zuiden is er een oprit waar de Landstrasse 213, die de plaats doorkruist, op aansluit.

## Gebouwen
- De Kerk van Sinstorf dateert uit de 11e eeuw en is de oudste kerk in Hamburg. Er staat een altaar uit 1619 en een reliëf erachter : de Ohnmacht Mariae (1470/1480 door Cord Snitker).
- Enkele gebouwen aan de Sinstorfer Kirchweg en de Winsener Straße (de oudste uit 1831) staan op de monumentenlijst.

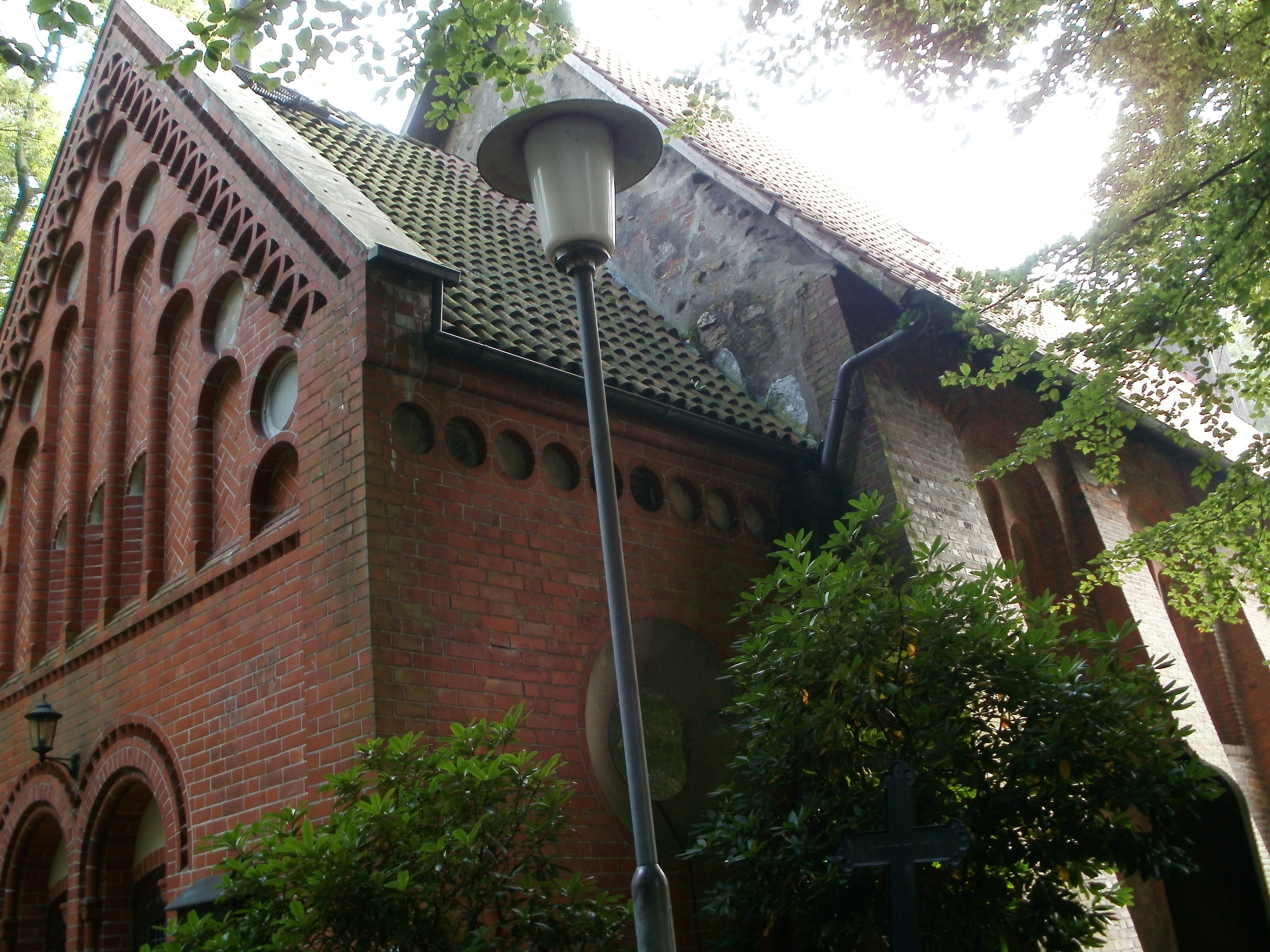
Sinstorfer-kerk
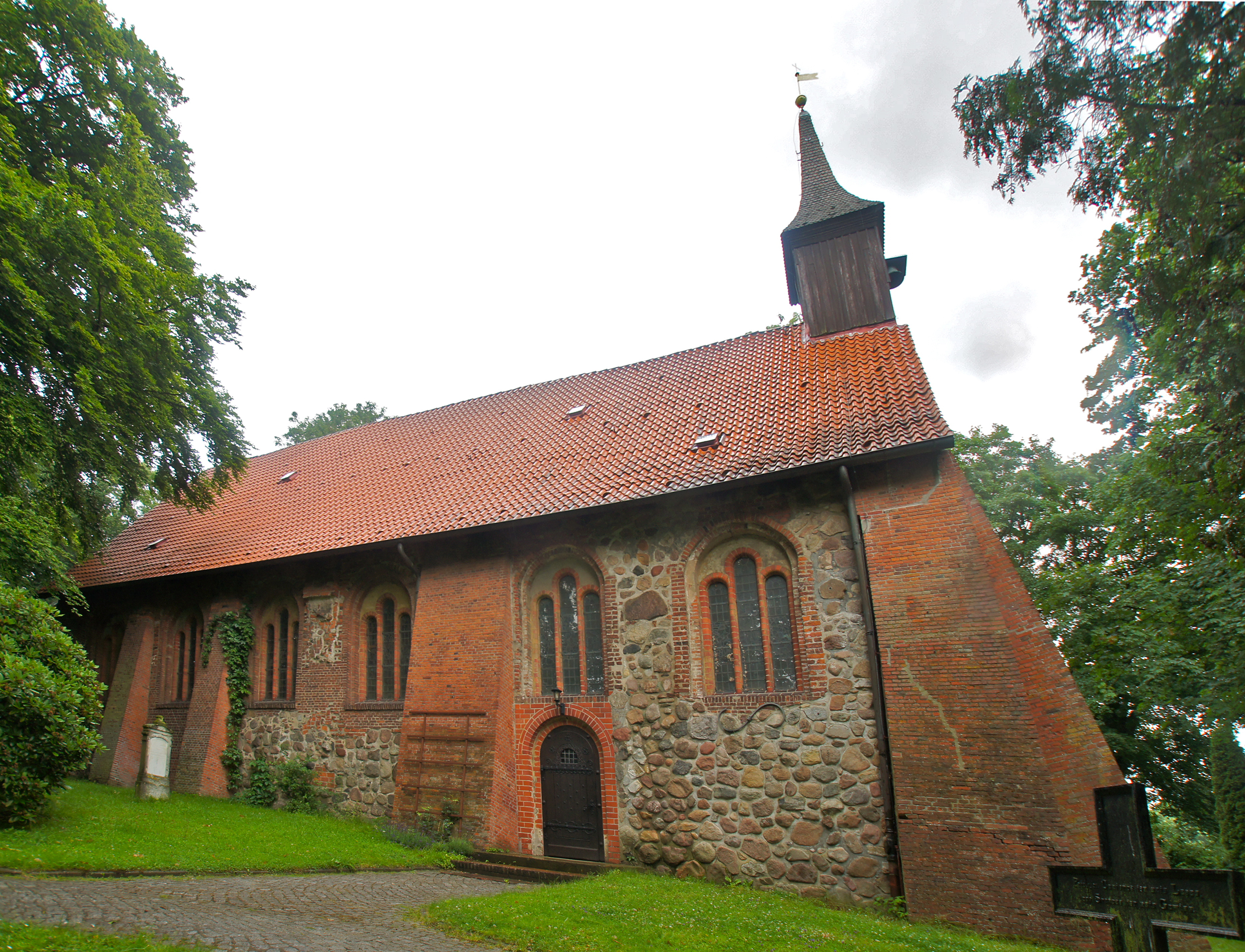
De zuidgevel van de kerk

Altenwerder · Cranz · Eißendorf · Francop · Gut Moor · Harburg · Hausbruch · Heimfeld · Langenbek · Marmstorf · Moorburg · Neuenfelde · Neugraben-Fischbek · Neuland · Rönneburg · Sinstorf · Wilstorf